# María Belén Pérez Sánchez
María Belén Pérez Sánchez (Granada, 5 de enero de 1973) es una deportista española que compitió en ciclismo adaptado en las modalidades de ruta y pista. Ganó tres medallas en los Juegos Paralímpicos de Verano en los años 1992 y 1996.

## Palmarés internacional
| Juegos Paralímpicos | Juegos Paralímpicos | Juegos Paralímpicos | Juegos Paralímpicos                    |
| Año                 | Lugar               | Medalla             | Prueba                                 |
| ------------------- | ------------------- | ------------------- | -------------------------------------- |
| 1992                | Barcelona (España)  | Medalla de oro      | Ruta tándem clase abierta mixto        |
| 1996                | Atlanta (EE. UU.)   | Medalla de plata    | Ruta tándem clase abierta 60/70k mixto |

| Juegos Paralímpicos | Juegos Paralímpicos | Juegos Paralímpicos | Juegos Paralímpicos                               |
| Año                 | Lugar               | Medalla             | Prueba                                            |
| ------------------- | ------------------- | ------------------- | ------------------------------------------------- |
| 1996                | Atlanta (EE. UU.)   | Medalla de bronce   | Persecución individual tándem clase abierta mixto |